# Pierrier (contre-torpilleur)
Pour les articles homonymes, voir Pierrier.
Le Pierrier est l’un des treize contre-torpilleurs de classe Claymore construits pour la marine française dans la première décennie du XXe siècle.

## Carrière
Le Pierrier a été commandé le 5 août 1903 et a été mis en chantier le 6 octobre 1904 à l’arsenal de Rochefort. Le navire a été lancé le 28 février 1907 et a été affecté à l’escadre du Nord après son achèvement en novembre 1907. Le navire est placé en réserve à Rochefort en septembre 1909 et est réactivé en janvier 1911. Il est ensuite transféré en 1912 à la Défense mobile d’Oran en Algérie française et est affecté en 1913 à la 4e escadrille de torpilleurs de la 1ère armée navale.
Au cours des phases préliminaires de la bataille d'Antivari le 16 août, les 1ère, 4e et 5e flottilles de contre-torpilleurs sont chargées d’escorter le gros de la 1ère armée navale tandis que les 2e, 3e et 6e flottilles escortent les croiseurs cuirassés de la 2e escadre légère et deux croiseurs britanniques. Après avoir réuni les deux groupes et repéré le croiseur protégé austro-hongrois SMS Zenta et le destroyer SMS Ulan, les contre-torpilleurs français ne jouèrent aucun rôle dans le naufrage du croiseur, bien que la 4e flottille ait été envoyée à la poursuite infructueuse du Ulan. Après avoir brisé le blocus austro-hongrois d’Antivari (aujourd’hui connu sous le nom de Bar), le vice-amiral Augustin Boué de Lapeyrère, commandant de la 1ère armée navale, décida de transporter des troupes et des fournitures jusqu’au port, escorté par la 2e escadrille légère et les 1re et 6e flottilles de contre-torpilleurs pendant que le reste de la 1ère armée navale bombardait le 1er septembre la base navale austro-hongroise de Cattaro, au Monténégro. Quatre jours plus tard, la flotte assure l’évacuation de Danilo, prince héritier du Monténégro, vers l’île grecque de Corfou. La flottille escorte plusieurs petits convois chargés de fournitures et d’équipements jusqu’à Antivari, à partir d’octobre et jusqu’à la fin de l’année, toujours couverts par les plus grands navires de l’armée navale dans des tentatives futiles d’attirer la flotte austro-hongroise dans la bataille. 
Le Pierrier a été transféré en 1916 à la 7e flottille de contre-torpilleurs pour servir au large des côtes de la Syrie turque. Il est resté avec cette unité jusqu’à la fin de la guerre, deux ans plus tard. Le Pierrier a été rayé du registre naval le 27 juillet 1921 et vendu à la ferraille le 1er mars 1922.